# بهرام (پسر آذرگندبد)
بهرام یکی از نجیب‌زادگان ساسانی در زمان حکومت شاهنشاه خسرو انوشیروان (حک. ۵۳۱–۵۷۹) و پسر آذرگندبد بود. او در سال ۵۴۱ به خسرو خبر رساند که پدرش آذرگندبد، برادرزادهٔ خسرو به نام قباد را که مسئول تلاش‌های نافرجام برای سرنگونی خسرو در سال ۵۳۲ بود، به جای کشتن پنهان کرده‌است. خسرو پس از دریافت این خبر دستور مرگ آذرگندبد را صادر کرد و بهرام را در مقام کنارنگ جانشین او برگزید.